# Altrosio
L'altrosio è un esoso, epimero sul C3 del mannosio. È un raro monosaccaride che è stato isolato in ceppi batterici del Butyrivibrio fibrisolvens.
Solubile in acqua, è invece insolubile in metanolo. Chimicamente esiste sia nella conformazione destrogira che levogira, sebbene la prima non sia rinvenibile in natura.